# Pothea jaguaris
Pothea jaguaris es una especie de chinche asesina perteneciente a la familia Reduviidae en el orden de los Hemipteros. Es conocida por su agresivo comportamiento depredador y su importancia en los ecosistemas tropicales.

## Descripción
Pothea jaguaris se distingue por su cuerpo alargado y coloración marrón oscuro con patrones anaranjados. Posee patas largas y segmentadas presentando un color negro con naranja. Sus antenas son prominentes y segmentadas. Presenta un aparato bucal en forma de estilete (probóscide) que utiliza para perforar a sus víctimas y succionar sus fluidos internos, su cabeza es normalmente de un color naranja.

## Ciclo de vida
El ciclo de vida de Pothea jaguaris sigue un desarrollo hemimetábolo, es decir, pasa por varias etapas ninfales antes de alcanzar la adultez. Las ninfas emergen de los huevos en un periodo de aproximadamente dos semanas y atraviesan varias mudas hasta convertirse en adultos. La longevidad de la especie varía, pero en condiciones ideales pueden vivir varios meses.

## Hábitat y comportamiento
Es un insecto depredador que se alimenta de otros insectos, jugando un papel importante en el control de plagas dentro de su ecosistema. Se encuentra en hábitats tropicales y subtropicales, incluyendo selvas, bosques húmedos y matorrales densos. Es mayormente nocturno y acecha a sus presas emboscándolas entre la hojarasca o en los troncos de árboles caídos.

## Interacciones ecológicas
Pothea jaguaris no solo regula poblaciones de insectos, sino que también puede ser depredado de aves, pequeños mamíferos y otros insectos depredadores. Algunos estudios han reportado su interacción con arañas y avispas parasíticas que utilizan a sus ninfa como hospederos.

## Distribución geográfica
Se encuentra en Sudamérica, con registros en Bolivia, Brasil, Guayana Francesa y Colombia. Su presencia en estos países sugiere que su rango de distribución podría ser más amplio de lo que se ha registrado.

## Importancia en la entomología
Debido a su comportamiento depredador, Pothea jaguaris es objeto de estudios entomológicos]] para evaluar su potencial en el control biológico de plagas agrícolas. Algunos investigadores sugieren que especies de la familia Reduviidae podrían desempeñar un papel en la reducción de poblaciones de insectos que afectan cultivos como el café y el cacao.